# Paguristes tenuirostris
Paguristes tenuirostris är en kräftdjursart. Paguristes tenuirostris ingår i släktet Paguristes och familjen Diogenidae. Inga underarter finns listade i Catalogue of Life.